# Ceke (Innere Mongolei)
Ceke (chinesisch 策克) ist ein Grenzort im Ejin-Banner des Alxa-Bundes der Autonomen Region Innere Mongolei der Volksrepublik China.
Auf der anderen Seite der Grenze zur Mongolei liegt der Ort Shivee Khuren im Ömnö-Gobi-Aimag.
Ceke liegt auf 1050 m Höhe in der Alxa-Wüste, die von manchen Geographen als Teil der Gobi betrachtet wird.
Der Grenzübergang wurde 1992 geschaffen und seither erheblich erweitert. Seine hauptsächliche Bedeutung liegt in der Abfertigung der Steinkohle-Transporte aus der 46 km nördlich in der Mongolei gelegenen Ovoot-Tolgai-Mine, die in Ceke auf die chinesische Eisenbahn verladen wird. Sie wird dann auf der 2007 eröffneten Bahnstrecke Jiayuguan–Ceke und auf der Ende 2009 in Betrieb genommenen Bahnstrecke Linhe–Ceke zu den chinesischen Abnehmern befördert.
Eine Verlängerung der Strecken direkt zu den mongolischen Kohletagebauen ist im Bau. Ceke wird dann auch ein Eisenbahngrenzübergang.